# Paratropis
Paratropis is een geslacht van spinnen uit de familie Paratropididae.

## Soorten
Het geslacht kent de volgende soorten:
- Paratropis papilligera F. O. P.-Cambridge, 1896
- Paratropis sanguinea Mello-Leitão, 1923
- Paratropis scruposa Simon, 1889
- Paratropis seminermis Caporiacco, 1955